# Alexander von Oldenburg

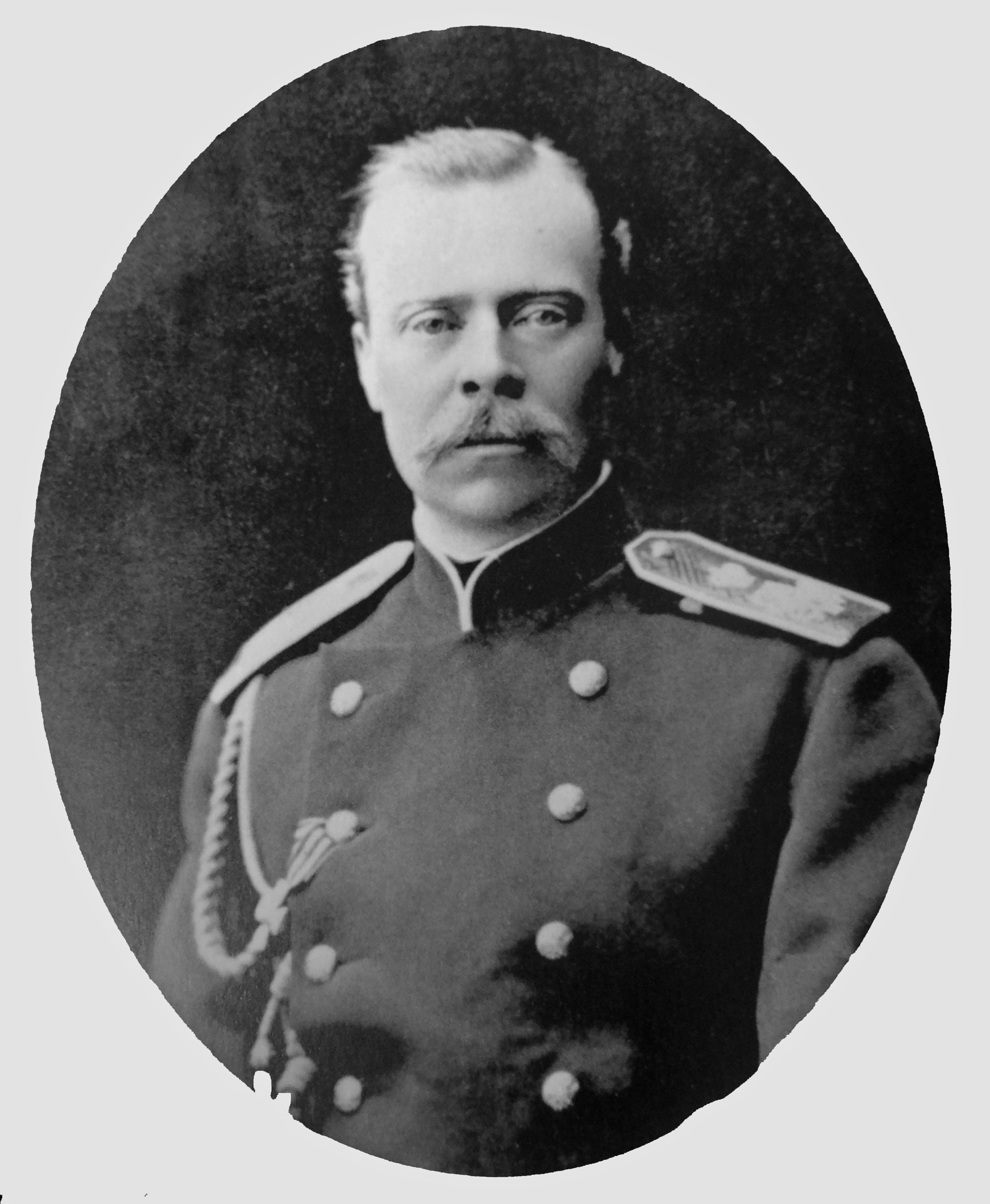
Alexander Friedrich Konstantin von Holstein-Gottorp

Alexander Friedrich Konstantin von Schleswig-Holstein-Gottorf, Prinz von Oldenburg (russisch Алекса́ндр Петро́вич Ольденбу́ргский Alexander Petrowitsch Oldenburgsky; * 21. Maijul. / 2. Juni 1844greg. in Sankt Petersburg, Russland; † 6. September 1932 in Biarritz, Frankreich) war ein Adeliger und Vertreter der russischen Nebenlinie des Hauses der Gottorfschen Oldenburger. Er war ein Enkel der Zarentochter Katharina Pawlowna und führte den Rang einer kaiserlichen Hoheit.

## Leben

### Frühe Jahre
Alexander wurde als Sohn von Peter von Oldenburg (1812–1881) und Therese von Nassau-Weilburg (1815–1871) geboren und wuchs in Sankt Petersburg auf. Er war für die Militärlaufbahn vorgesehen und erhielt bereits bei seiner Geburt den Rang eines Fähnrichs im Preobraschenski Leib-Garderegiment des Zaren. 1864 trat er dort seinen Militärdienst an und stieg in der militärischen Hierarchie schnell auf.
Im Russisch-Osmanischen Krieges (1877–1878) kommandierte er als Generalmajor eine Brigade und erhielt für seine Tapferkeit hohe militärische Auszeichnungen, unter anderem wurde er mit dem Goldenen Schwert für Tapferkeit geehrt. Von 1880 bis 1885 kommandierte er die 1. Garde-Infanteriedivision und war zugleich Generaladjutant des Zaren. Von 1885 bis 1889 war er Kommandeur des Gardekorps in Sankt Petersburg im Dienstgrad eines Generalleutnants.

### Soziales Engagement
Nach dem Tod seines Vaters übernahm Alexander das finanzielle und soziale Erbe der Familie Oldenburg in Russland. Da sein Bruder Nikolaus (1840–1880) eine morganatische Ehe eingegangen war, kam dieser für die Nachfolge des Familienvermögens nicht in Frage. Alexander führte die russlandweiten philanthropische Werke der Familie weiter und amtierte in verschiedenen Leitungsfunktionen von Sankt Petersburger Schulen. Gemeinsam mit seiner Frau gründete er das Oldenburger Institut in Sankt Petersburg, wo mehr als zweitausend Mädchen und Jungen auf Kosten des Paares eine technische Ausbildung erhielten.
Er galt als einer der reichsten Adeligen Russlands, sowohl was Grundbesitz als auch was Finanzmittel anging. Dies war auch teilweise auf den ererbten Reichtum seiner Frau Eugenia von Leuchtenberg zurückzuführen. Aus diesem Vermögen tätigte das Paar eine Vielzahl von Spenden, um in ganz Russland technische Schulen, Krankenhäuser, Waisenhäuser und andere philanthropische Einrichtungen zu finanzieren und zu gründen.
In der Folge übernahm Alexander Kuratorenämter und engagierte sich vor allem auf dem Gebiet der Medizin. In die Verwaltung der von ihm mit Spenden finanzierten Krankenhäuser war er involviert und organisierte den Transport von Patienten. Als es in den 1880er Jahren in Russland zu einem Pestausbruch kam, gründete er 1890 das Kaiserliche Institut für Experimentelle Medizin (IEM) in Sankt Petersburg, an dem ab 1891 der spätere Nobelpreisträger Iwan Petrowitsch Pawlow tätig war.

### Kandidat für den bulgarischen Thron
Nachdem Alexander I. von Bulgarien auf russisches Betreiben am 7. September 1886 auf seinen Thron verzichtete, wurden von verschiedenen europäischen Großmächten Ersatzkandidaten vorgeschlagen. Wegen seiner russischen Herkunft, seiner Zugehörigkeit zur Zarenfamilie und seiner umfangreichen Verdienste auf verschiedenen Gebieten war Alexander der bevorzugte Kandidat der russischen Regierung.
Als bulgarischer König hätte Alexander sein umfangreiches Vermögen wohl behalten können. Im Gegensatz dazu hätte er sein Vermögen wohl verloren, wenn er als Regent nach Oldenburg zurückgekehrt wäre, wo er nach dem Erbprinz Nikolaus von Oldenburg, dem einzigen Sohn von Großherzog Friedrich August, an zweiter Stelle der Thronfolge stand.
Um sich dem russischen Einfluss zu entziehen, wählte das bulgarische Parlament 1887 allerdings Ferdinand von Sachsen-Coburg und Gotha zum König von Bulgarien.

### Spätere Jahre
1900 gründete Alexander die Majak, eine Organisation gegen die in Russland sehr weit verbreitete Alkoholkrankheit und wurde zu deren Kurator ernannt. Im gleichen Jahr beauftragte ihn Zar Nikolaus II., die Stadt Gagra am Schwarzen Meer zu einem Urlaubs- und Kurort für die russische Elite umzubauen. Nach der Bekämpfung der in Gagra vorkommenden Malaria, intensiven Pflanzungen von Palmen, Agaven, Zypressen, Zedern, Magnolien, Zitronen- und Orangenbäume und Import von Papageien und Affen wurde der Kurort 1903 fertiggestellt.
Während der Bauernunruhen 1901–1902 in Südrussland wurde auch Alexanders Anwesen Schloss Ramon, das Eugenias Onkel Zar Alexander II. dem Paar zur Hochzeit geschenkt hatte, von marodierenden Bauern durch Feuer beschädigt. Hintergrund der Unruhen war eine letztlich falsche Behauptung, der Zar würde unter den Bauern Land aus Großgrundbesitz verteilen. Das Anwesen überstand den Brand und wurde wieder aufgebaut, wurde aber fünfzehn Jahre später vom neuen bolschewistischen Regime beschlagnahmt und als Kaserne, Schule, Krankenhaus und Wohnung für eine nahe gelegene Fabrik genutzt.
Bis 1914 war Alexander gesundheitlich stark eingeschränkt und konnte nur in Begleitung von Pflegepersonal reisen. Bei einem Kuraufenthalt in Wiesental kurz vor Ausbruch des Ersten Weltkrieges geriet er zudem mit seinem Kammerdiener und seiner Krankenschwester in einen Autounfall und erlitt schwere Verletzungen. Auch seine Begleiter wurden verletzt.

### Erster Weltkrieg, Oktoberrevolution und Lebensende
Einige Wochen nach Ausbruch des Ersten Weltkrieges wurde Alexander, nun bereits 70-jährig, vom Zaren zum Obersten Befehlshaber der Sanitäts- und Evakuierungstruppen ernannt. In dieser Position verbesserte er die Evakuierung verwundeter Soldaten von der Front erheblich.
Trotz seines umfangreichen philanthropischen Werks geriet Alexander während der Oktoberrevolution 1917 in das Visier des bolschewistischen Regimes, das sogar einen Preis auf seinen Kopf aussetzte. Die von ihm gegründeten Institutionen wurden geschlossen und es hieß zunächst, Alexander sei mit den anderen Mitgliedern der Zarenfamilie von der Regierung getötet worden. Später stellte sich heraus, dass Alexander mit seiner schwerkranken Frau zunächst nach Finnland geflohen war, wo er in der Gemeinde Ruokolahti das Schloss Rantalinna besaß. 1922 zog die Familie über Paris nach Biarritz weiter. Da er nur begrenzten Zugriff auf seinen Besitz in Russland hatte, lebten er und seine Familie in Frankreich im Vergleich zu vorher relativ bescheiden. Alexander verstarb 1932 im Alter von 88 Jahren. Gemeinsam mit seiner Frau wurde er auf dem Friedhof Cimetière du Sabaou in Biarritz beigesetzt.

## Familie

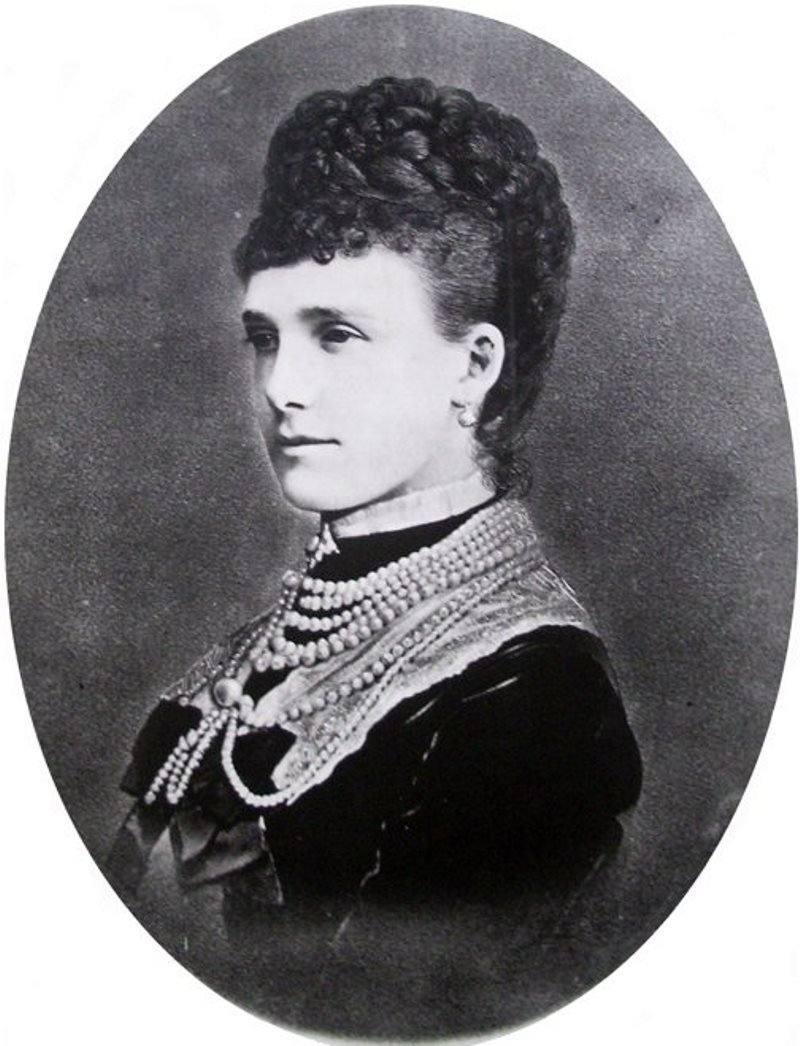
Eugenia Maximilianowna von Leuchtenberg

Am 19. Januar 1868 heiratete Alexander standesgemäß Eugenia von Leuchtenberg (1845–1925), die Tochter von Maximilian de Beauharnais, 3. Herzog von Leuchtenberg und seiner Ehefrau Großfürstin Marija Nikolajewna Romanowa. Ihre Großeltern mütterlicherseits waren Zar Nikolaus I. und seine Gemahlin Alexandra Fjodorowna. Auch Eugenia war demnach ein Ableger der Zarenfamilie und führte ebenso wie ihr Mann den Titel einer kaiserlichen Hoheit.
Das Paar hatte einen Sohn, Peter von Oldenburg (1868–1924). Durch eine langjährige Freundschaft Eugenias mit Zarin Maria Feodorovna gelang es den beiden Frauen, die Ehe von Eugenias Sohn mit Marias Tochter, Großherzogin Olga Alexandrowna Romanowa zu arrangieren. Die Ehe wurde später geschieden und auch Peter lebte nach Ende des Ersten Weltkriegs wie seine Eltern in Biarritz.

## Auszeichnungen (Auswahl)
- Russischer Orden der Heiligen Anna 3. Klasse am 30. August 1866, 1. Klasse am 7. Januar 1868
- Orden des Heiligen Andreas des Erstberufenen am 1. Juli 1868
- Orden des Heiligen Alexander Newski am 1. Juli 1868
- Kaiserlich-Königlicher Orden vom Weißen Adler am 1. Juli 1868
- Sankt-Stanislaus-Orden, 1. Klasse am 1. Juli 1868
- Orden des Heiligen Wladimir, 3. Klasse am 30. August 1870, 2. Klasse mit Schwertern für seinen Einsatz im Krieg gegen die Türken am 4. August 1878, 1. Klasse am 6. Mai 1900
- Russischer Orden des Heiligen Georg, 4. Klasse für seinen Einsatz im Krieg gegen die Türken am 1. Januar 1878
- Goldenes Schwert für Tapferkeit, am 24. Juni 1878
- Ehrenmitglied der Russischen Akademie der Wissenschaften, 1. Dezember 1890[6]

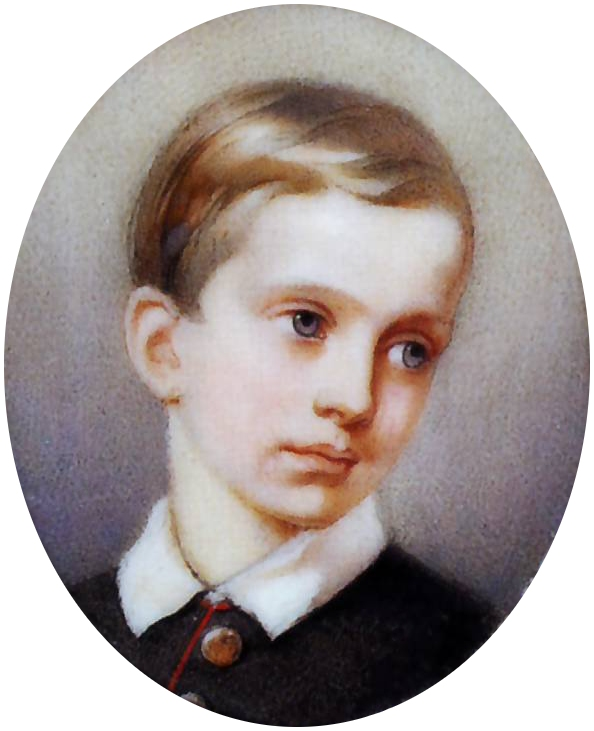
Jugendbildnis Alexanders von Woldemar Hau 1853
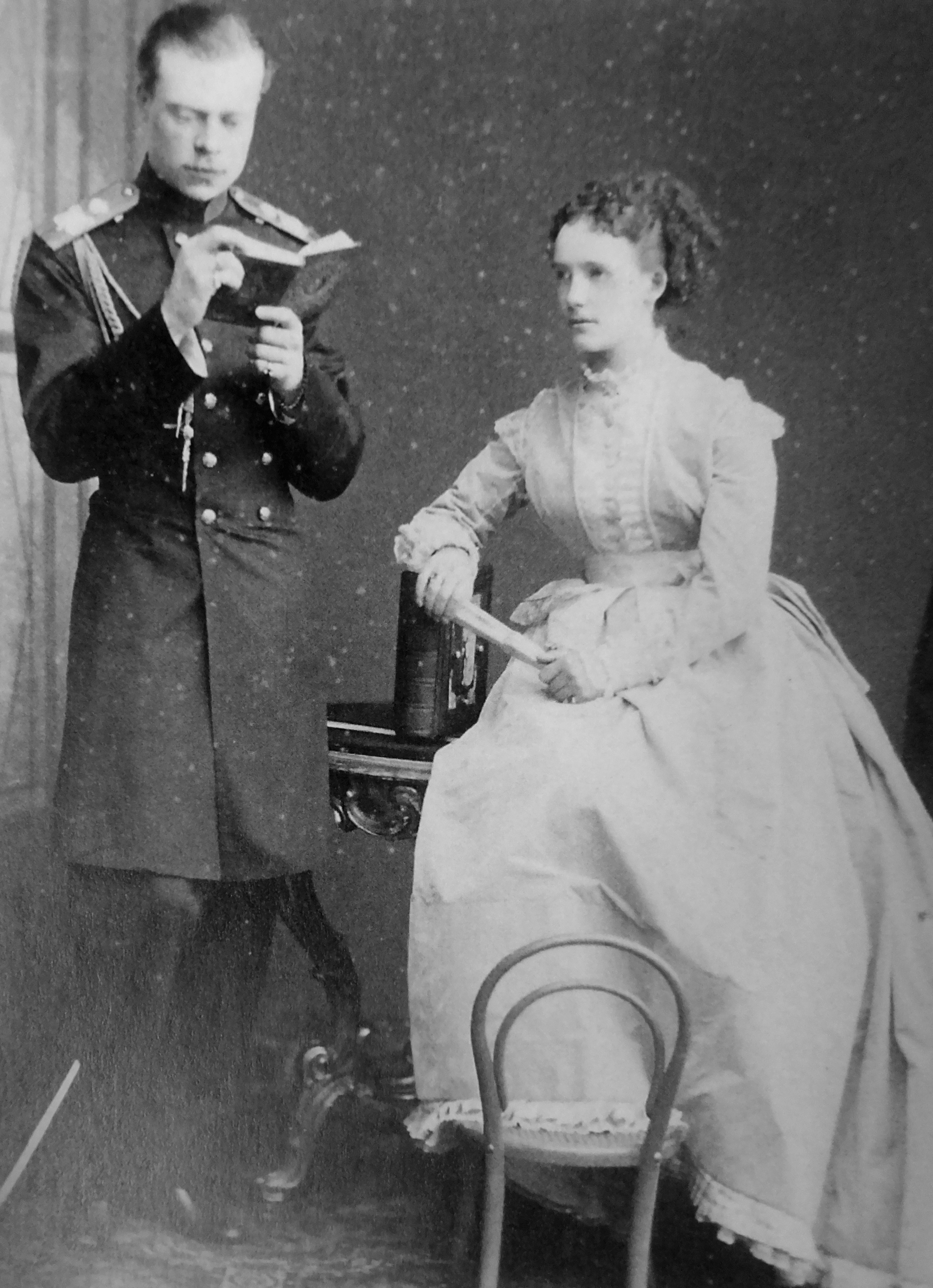
Alexander mit seiner Frau Eugenia von Leuchtenberg
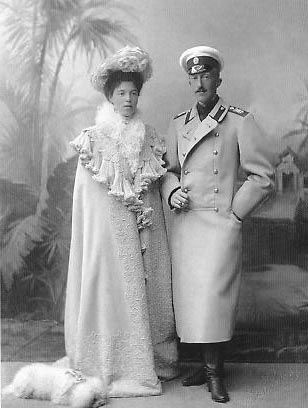
Alexanders Sohn Peter mit seiner Frau Olga
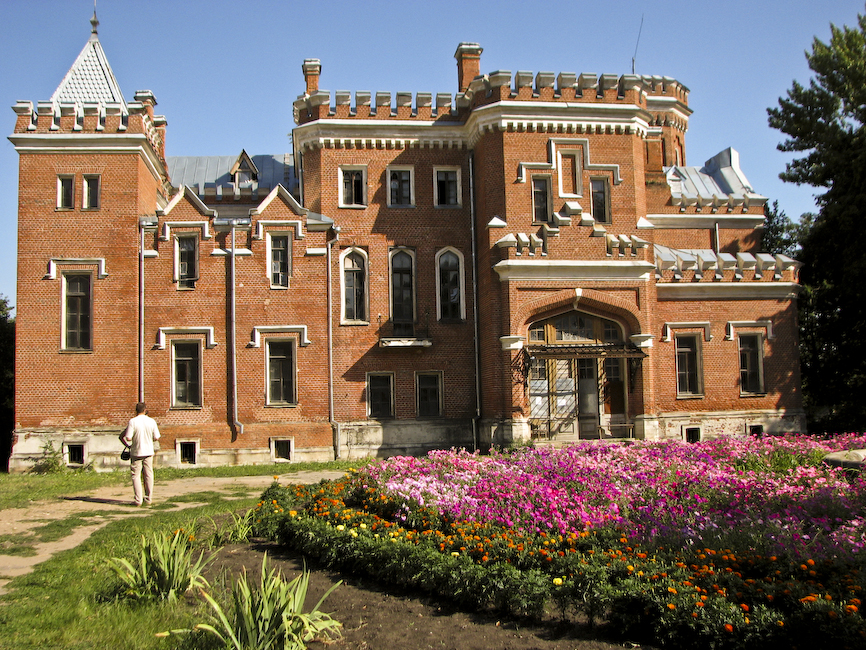
Schloss Ramon (2015) – ehemals in Alexanders Besitz